# Pałac w Pątnowie
Pałac w Pątnowie (niem. Schloss Panthenau) – zabytkowy pałac we wsi Pątnów (województwo dolnośląskie), w Polsce, w powiecie legnickim, w gminie Chojnów. 

## Historia
Piętrowy pałac wybudowany w XVIII w. w stylu klasycystycznym dla Ernsta Wolfganga von Rothkirch und Trach na planie litery U z cofniętymi skrzydłami, dawniej nakryty dachem czterospadowym. W centralnej części elewacji portyk z sześcioma kolumnami jońskimi zwieńczony greckim tympanonem. Na parterze okna zakończone półkoliście. Obecnie w ruinie. Zachowany ogród jest częścią zespołu pałacowego, w skład którego wchodzi jeszcze park angielski; a w nim 170-letnie pomnikowe: sosna wejmutka, klon jawor, dęby szypułkowe, buki pospolite, lipy i platany. W pobliżu nieistniejąca szwajcarska willa wdów wybudowana w 1863 i rozbudowana 1892.